# Novatores
Els novatores (nom llatí que significa 'innovadors') constitueixen un grup de pensadors, científics, filòsofs, etc., de començaments del segle xviii que al País Valencià i en altres llocs del món hispànic desenvolupen un interès preil·lustrat per les novetats científiques atomistes en oposició a l'escolasticisme tomista i neoaristotèlic, mitjançant l'ús de l'empirisme i el racionalisme. En actiu des del darrer terç del segle xvii, els novatores van ser l'avantguarda científica de la intel·lectualitat espanyola del moment.
Els novatores eren molt conscients de l'endarreriment científic de l'Espanya de la primeria del segle xviii i en culpaven la rèmora de l'escolasticisme universitari i la marginalitat respecte als grans corrents de pensament europeus. Els novatores van difondre les idees renovadores fora de les aules universitàries, i van ser proscrits i defensats a parts iguals. Igualment, prefereixen fer servir les llengües modernes abans que les clàssiques per publicar la seua obra.
Les seues contribucions van fer que Espanya s'incorporara a la ciència moderna i es generalitzara la difusió del coneixement, tot incorporant-se a la revolució científica. Tanmateix, les diferències de ritme respecte a la il·lustració europea va fer que algunes branques de la ciència avançaren més lentament en el cas espanyol. Va ser el cas de les ciències estrictes, ja que la introducció d'Espanya a la revolució científica es va fer mitjançant un procés lent.

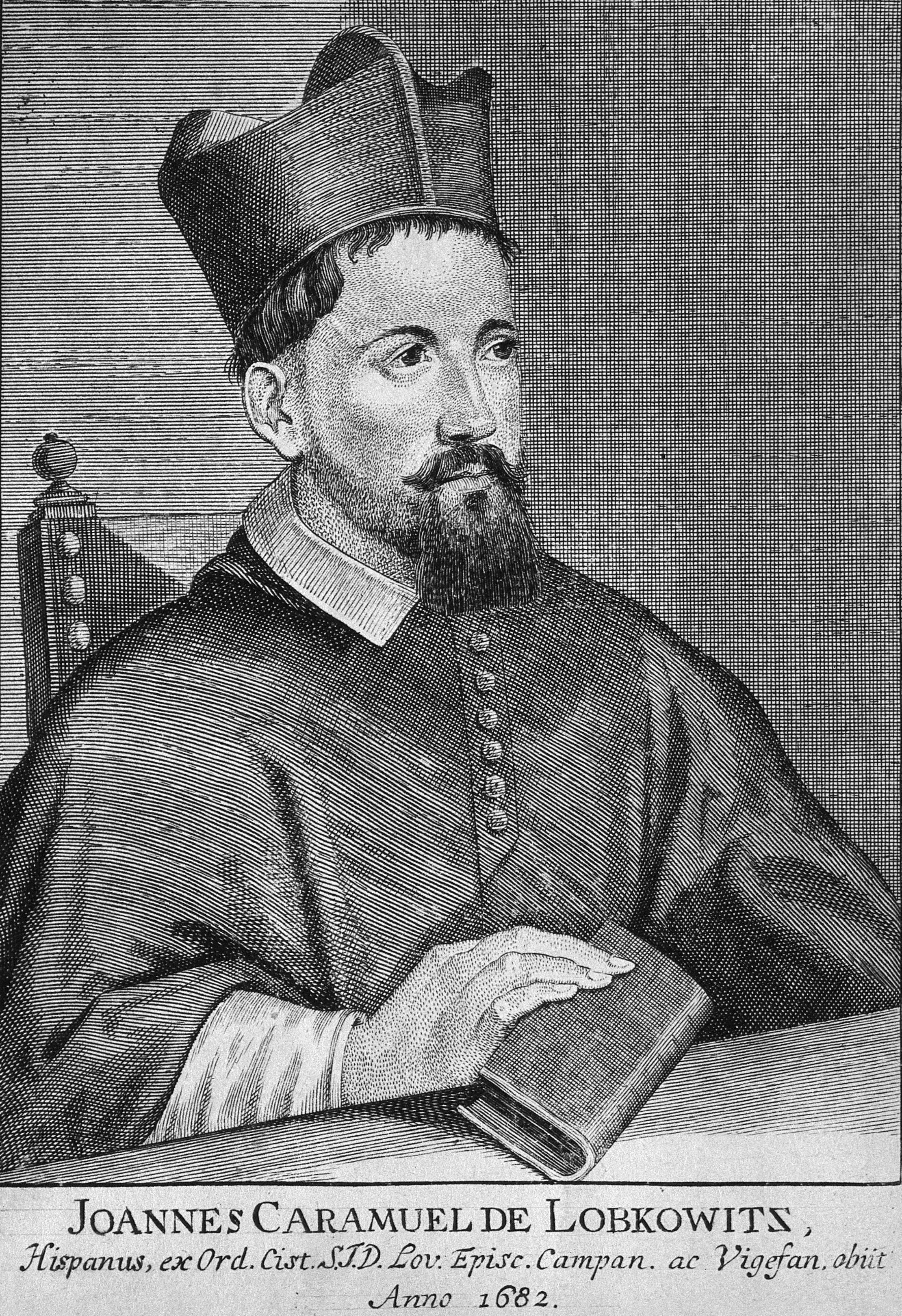
Juan Caramuel.

## Precedents
El moviment dels novatores va fundar-se l'any 1686 a València, a casa de Baltasar Íñigo, en presència de Joan Baptista Coratjà i Tomàs Vicent Tosca. La idea inicial era crear una mena d'acadèmia matemàtica. El moviment es va donar com a primera tasca la renovació de les idees i les pràctiques científiques existents. Continuen la tasca encetada per l'Acadèmia de València o els treballs del matemàtic i astrònom Josep Zaragoza i Vilanova, d'Isaac Cardoso, de Juan Caramuel i del metge Juan de Cabriada.

### Les generacions denovatores
Per l'extensió en el temps del moviment, es parla de diverses generacions de novatores, una primera a la qual pertanyen Antonio Hugo de Omerique, Juan Bautista Juanini o Diego Mateo Zapata (nascuts en 1634, 1636 i 1644, respectivament); una segona a la qual pertanyen Joan Baptista Coratjà, Gabriel Álvarez de Toledo, Manuel Martí o Juan de Cabriada (nascuts en 1661, 1662, 1663 i 1665); i una última, la dels hereus en la primera Il·lustració, a la qual pertanyen Gregori Maians i Siscar, Jordi Joan i Antonio de Ulloa (nascuts en 1699, 1713 i 1716). La classificació no s'utilitza extensament, entre d'altres motius per la dificultat d'etiquetar a novatores que, per edat, serien d'una generació anterior, com Juan Caramuel o Josep Zaragoza (nascuts en 1606 i 1627); o intermèdia entre la primera i la segona, com Tomàs Vicent Tosca (nascut en 1651). D'altra banda, un dels representats més destacats de la primera il·lustració a l'Estat espanyol, Benito Jerónimo Feijoo (nascut en 1676), per edat és més proper als novatores de segona generació que als Il·lustrats pròpiament dits.
Va haver-hi nuclis novatores en diverses ciutats, destacant especialment el valencià.

### Novatores a València
Alguns nobles actuaren com a mecenes de biblioteques, acadèmies i tertúlies, que no eren noves, però fins aleshores havien tingut caràcter literari i artístic. El pas a temes científics va ser un dels símptomes més clars de la incipient mentalitat que conduiria cap a la Il·lustració. Amb les tertúlies del comte de l'Alcúdia(Acadèmia de València) i del Marqués de Villatorques (Josep de Castellví), on assistien Tomàs Vicent Tosca, Joan Baptista Coratjà i Manuel Martí (el deán Martí), el nucli dels novatores valencians es considera fundat en 1686 amb una reunió en casa de Baltasar Íñigo, on van acudir Coratjà i Tosca. La idea inicial era crear una espècie d'acadèmia matemàtica. El moviment va tindre per primera llavor la renovació de les ideees i les pràctiques científiques existents. Entre els seus precedents hi havia els treballs del matemàtic i astrònom Josep Zaragoza, de Isaac Cardoso i de Juan Caramuel i també del metge Joan de Cabriada.
| «                                                        | Que es lastimosa y aun vergonzosa cosa que, como si fuéramos indios, hayamos de ser los últimos en recibir las noticias y luces públicas que ya están esparcidas por Europa. Y asimismo, que hombres a quienes tocaba saber esto se ofendan con la advertencia y se enconen con el desengaño. ¡Oh, y qué cierto es que el intentar apartar el dictamen de una opinión anticuada es de lo más difícil que se pretende en los hombres! | » |
| — Juan de CabriadaCarta filosófico-médico-chymica, 1687. | |   |

L'ambient intel·lectual valencià va caracteritzar-se per un increment progressiu en l'exigència crítica, enllaçant la tasca dels novatores amb la dels primers il·lustrats com Gregori Maians; tot diferenciant-se dels altres nuclis; especialment de Feijoo, del qui es distancien explícitament.

## Representants
- Gabriel Álvarez de Toledo (1662-1714), poeta.
- Diego Mateo Zapata (1664-1745), murcià que va viure a Sevilla, va destacar per l'obra Veritable apologia (1690), en la qual defensa la medicina racional i filosòfica. És conegut també per l'obra pòstuma traduïda a diverses llengües i prohibida per la Inquisició, Ocàs de les formes aristotèliques (1745).
- Fra Esteban Pérez de Parella (Villanueva de los Infantes, Ciudad Real, ca 1676- ca 1740). Frare franciscà historiògraf d'Alcaraz.
- Tomàs Vicent Tosca (1651-1723), valencià que va escriure el Compendi mathematica (1707-1715).
- Luis de Losada (1681-1748): de posició moderada entre novatores i escolàstics. Autor del Cursus Philosophicus (1724-1935), davant la postura més antiaristotèlica d'Alejandro Avendaño i els seus Diàlegs filosòfics en defensa de l'atomisme (1716).
- Martín Martínez (1684-1734), conegut metge que publica Anatomia completa de l'home (1728).
- Jordi Joan i Santacília (1713-1773), matemàtic.
- Andreu Piquer (1711-1772), metge aragonès, autor a més d'una obra de lògica que va anomenar Lògica moderna (1747).
- Mateu Aimeric (1715-1799), autor de Prolusiones philosophicae (1756); es pot dir que entre els novatores ocupa una posició destacada entre els científics experimentals.
- Jeroni de Uztáriz (1670-1732), autor de Teoria i pràctica de comerç i de marina (1724).
- Antonio de Ulloa, matemàtic estudiós del càlcul infinitesimal.